# Carlos Muñoz (futebolista chileno)

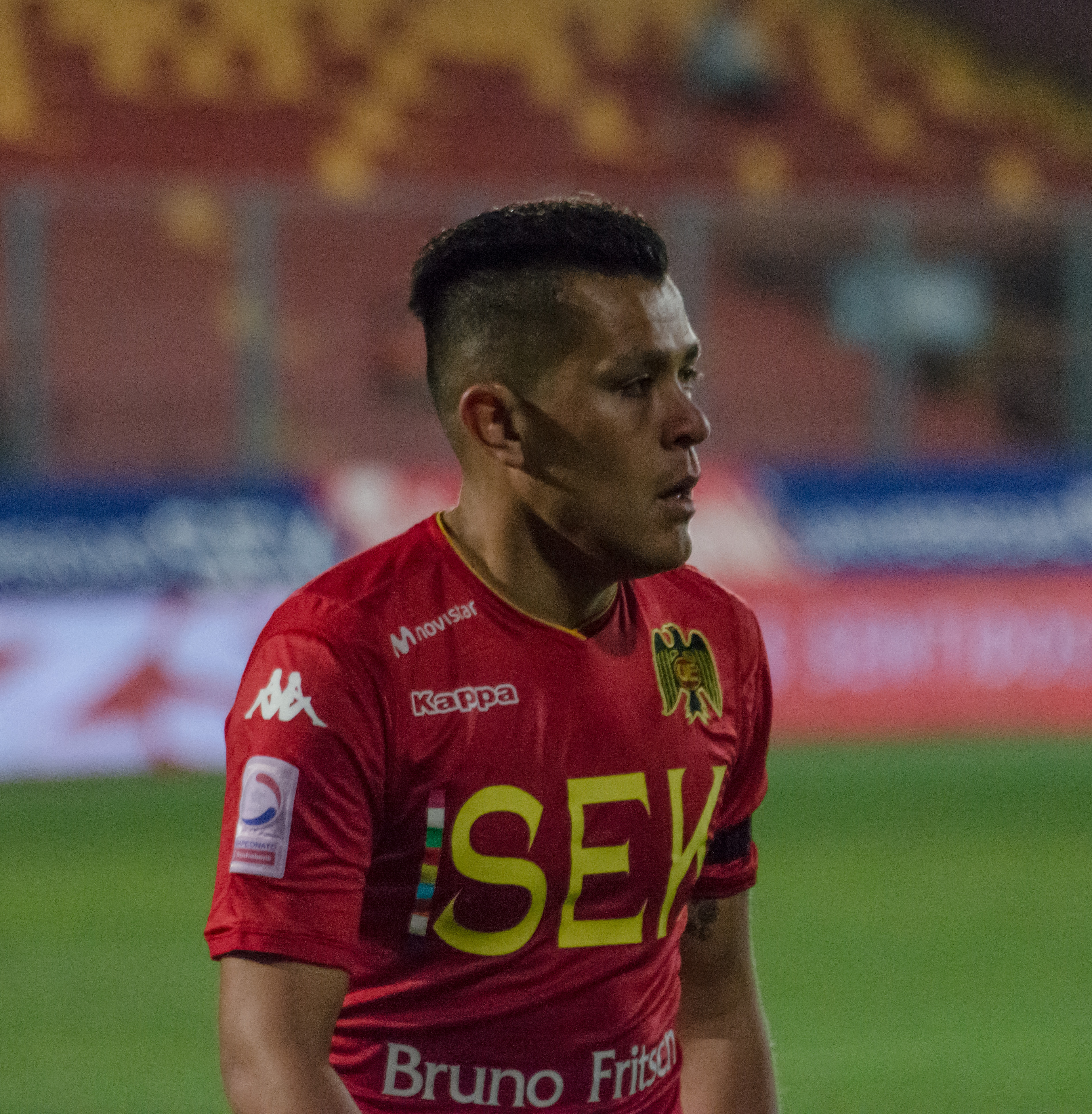
Imagem de Carlos Muños, jogando pela Unión Española.

Carlos Andrés Muñoz Rojas (Valparaíso,  Chile, 21 de abril de 1989), é um futebolista chileno que atua pelo Al-Ahli dos Emirados Árabes Unidos.

## Carreira
Ele é filho de um ex-coordenador do Santiago Wanderers, apenas name.2 Formada a partir de pequena pedreira em Santiago Wanderers, Muñoz tornou-se o melhor marcador da série U16 do futebol chileno com 27 entradas, 3 que estiveram na Abertura de estréia em 2006. Desde a sua estreia ele jogou alguns jogos, mas conseguiu se dedicar ao marcar seu primeiro gol e saltou para a fama depois de pontuação que você Everton de Viña del Mar, no Porteño Classic. Com seu gol deu a vitória à sua equipe nos minutos finais no Clausura 2007.4 Naquele mesmo ano, ela teve de viver o seu clube de rebaixamento para a Primeira B e perder o Sub-19 fase final juventude contra Colo-Colo.
Depois de descer com a equipe de Buenos Aires foi um dos poucos jogadores que permaneceram e começaram a lutar um trabalho de partida. Depois de poucas oportunidades, 18 de junho de 2008, foi anunciado empréstimo União Quilpué, juntamente com outros jogadores Santiago Wanderers, mas recusou e decidiu lutar por um lugar na equipa. Sua luta por um lugar na equipe não foi muito bem sucedido e não foi convidado para muitas festas, mas jogou nas divisões mais baixas partes.
Finalmente, embora não iria por empréstimo, em junho, em Novembro de Jorge Aravena ele decidiu enviar para o empréstimo de 2009 e acabou chegando em Quilpué União, que tinha rejeitado anteriormente empréstimo. Em fevereiro daquele ano, ele foi visto na equipe de futebol de praia Santiago Wanderers com outros ex-companheiros de equipe.
No final de agosto de 2009, ele retornou a Santiago Wanderers por causa de problemas entre o clube Buenos Aires União Quilpué. Desde aquele tempo eu continuei treinando com o time de juniores até novembro do mesmo ano, foi confirmado que seria parte dos planos Humberto Zuccarelli para 2.010,5 O 2010 se tornou o ano, tornando-se o artilheiro de sua equipe com dezessete gols pelo campeonato oficial e mais dois tornando-se a menos de 22 equipe de seu país. Ele também ganhou o Melhor Lei campeonato6 Avançado e também fez parte do Dream Team da revista "The Graphic" Chile.7 No início de 2011 ele recebeu o primeiro prêmio Elias Figueroa, Santiago Wanderers, que oferece o melhor jogador da última temporada .
Após sua participação na Copa América de 2011, foi transferido para Colo-Colo em US $ 1,5 milhão para 50% do seu pase.8 No torneio Clausura 2011, seu primeiro campeonato com a camisa do amanhecer, terminou como segundo atacante equipe com 70 gols, atrás Esteban Paredes marcou 14 gols. Em seu próximo torneio, ele repetiu a caixa da capital último torneio sendo subgoleador sua equipe com sete gols por trás das mesmas paredes que têm uma ação pendente, uma das figuras da equipa.
O Clausura 2012 seria o seu grande torneio com a camisa do amanhecer como se tornou a figura de sua equipe tornando-se o artilheiro da temporada regular com 111 gols (um número que não era o suficiente para ser o artilheiro do campeonato, e a frente do Audax Italiano Sebastián Sáez o que aconteceria no caso playoffs). Muñzoz teve excelente desempenho em vários jogos contra o Santiago Wanderers, onde após a expulsão de Renny Vega, o goleiro defendeu o albo arco porque Colo Colo tinha corrido alterações, mantendo parar zero mais uma penalidade. Em outro jogo onde ele brilhou estava na Super Classic, porque daria a vitória a sua equipe com o único gol do jogo com um gol de fora da área.9 Naquele ano acabaria se tornando a melhor maneira de fazer parte do Dream Team revista "The Graphic" O Chile seria eleito o melhor jogador do ano pela mesma medio.
Torneio de transição de 2013, Carlos Muñoz novamente terminou como o artilheiro de sua equipe com 9 pontos, completando 35 gols com a camisa do amanhecer desde que ingressou em 2011. Naquele mesmo ano, depois de jogar os primeiros jogos da Copa Chile é 2013/2014 confirma sua transferência para o Baniyas SC Emirados Árabes Unidos para cinco milhões.11 Em sua primeira campanha no Oriente Médio iria se destacar como um dos principais jogadores da liga sendo o artilheiro de sua equipe para converter 14 gols durante a temporada de você que iria assinar para a próxima temporada nos campeões esse tempo, o Al-Ahli.12
Cabeça de iniciar uma vez que atravessa o campeão árabe, jogar nove jogos e marcando quatro goles13, mas esta seria ofuscado pelo fraco desempenho do clube para ficar fora do campus para levar a sua quota de ultramar na defesa coreano, Kwon Kyung -won, correndo fora de jogo para o resto da temporada por causa dos regulamentos da FIFA impediu de jogar por mais de dois clubes em uma futbolístico14 ano.

## Seleção
Ele foi selecionado Sub 20, mas nunca conseguiu jogar alguma competição. Em maio de 2010, foi citado pelo técnico do U-22 nacional dirigido desta vez por Cesar Vaccia para participar das Esperanças Torneio Toulon15 com seus companheiros de equipe Eugenio Mena, Sebastian Ubilla, e Agustin Parra onde sua equipe acabados em quarto lugar, com Munoz marcador com Marco Medel, com dois gols cada.
Em março de 2011, depois de sua boa campanha de pontuação está incluído na primeira folha de pagamento dos Adulto Select Claudio Borghi para enfrentar dois duelos amistosos na Europa a partir de Portugal e da Colômbia em La Haya16 estreando neste segundo jogo para entrar no segundo semestre de Hector Mancilla. Depois de terminar o seu envolvimento com Santiago Wanderers no Apertura ele foi convocado para a seleção novamente a pertencer à folha de pagamento pré-América 2.011,17 Copa do final de junho e depois de jogar um jogo amigável de preparação contra o Paraguai, está confirmado para participar Copa América 2011 Copa América Argentina.18 No concurso atinge apenas alguns minutos contra a Venezuela, válido para quartas de final, onde sua equipe seriam eliminados do torneio.
Então, ele é nomeado para o U 25 para jogar dois amistosos com os do México U-22 jogos disputados em 2 e 7 de Setembro de 2011, em que alcançou recorde adicionando dois gols, então ele é indicado para as partidas contra Argentina e válido para as eliminatórias da CONMEBOL para a Copa do Mundo de 2014, que vê a ação em campo Peru. Finalmente este ano é nomeado para um amistoso contra o Paraguai, para o 21 de dezembro de 2011.
Em 2012 suas participações com a seleção começar com a nomeação para a segunda etapa da Copa Pacífico 2012, que estaria presente 63 minutos em quadra. Nesse mesmo ano é chamado para o U 23 para enfrentar o Uruguay19 equipe olímpica que se torna um objetivo, mas não seria suficiente como a seleção perdeu por seis gols a quatro. No início de 2013 ele foi convocado para enfrentar dois amistosos onde pontuações seu primeiro gol pelo "The Red" adulto contra Senegal e, em seguida, em sua próxima partida contra o Haiti torna-se o segundo. No início de 2014 ele foi convocado para o primeiro amistoso no Chile, onde tornou seu terceiro gol com "The Red" selar uma vitória por 4-0 contra a Costa Rica.
Ações em Copa América
Sede da Copa do Resultado
Copa América Argentina 2011 4 Flag of Argentina.svg definitiva

## Clubes
| Club               | País                   | Año             |
| ------------------ | ---------------------- | --------------- |
| Santiago Wanderers | Chile                  | 2006 - 2008     |
| Unión Quilpué      | Chile                  | 2009            |
| Santiago Wanderers | Chile                  | 2010 - 2011     |
| Colo-Colo          | Chile                  | 2011 - 2013     |
| Baniyas SC         | Emirados Árabes Unidos | 2013 - 2014     |
| Al-Ahli            | Emirados Árabes Unidos | 2014 - Presente |
| Santiago Wanderers | Chile                  | 2015            |

## Titulos Individuais
| Titulos individuais                                   | Año  |
| ----------------------------------------------------- | ---- |
| Parte da Equipe Ideal da ANFP                         | 2010 |
| Parte da Equipe Ideal da El Gráfico Chile             | 2010 |
| Mejor Jugador Joven por El Gráfico Chile              | 2010 |
| Premio Elías Figueroa                                 | 2010 |
| Parte del Equipo Ideal de El Gráfico Chile            | 2012 |
| Mejor Jugador del Año por la revista El Gráfico Chile | 2012 |
| Parte del Equipo Ideal de la ANFP                     | 2012 |